# Imaculada
Imaculada is een gemeente in de Braziliaanse deelstaat Paraíba. De gemeente telt 11.851 inwoners (schatting 2009).